# Неферефре
Неферефре је био древни египатски фараон. Претпоставља се да је био четврти, али могуће и пети, владар Пете династије у периоду Старог краљевства. Био је најстарији син фараона Нефериркаре Какиа и краљице Кенткаус II. Пре преузимања престола био је познат као принц Ранефер.

## Историјски извори
Његово име се налази на неколико пописа египатских краљева. Најранији попис који помиње Неферефреа јесте Абидоски попис краљева. Током владавине Рамзеса II, Неферефре се појављује на таблици из Сакаре, овај пут након Шепсескаре, тј. као други наследник Нефериркаре Какиа. Због грешке у писању његово име је забележено као "Канефере" или "Неферкаре". Његово име је забележено и на Торинском краљевском канону, који датира из истог периода као и Таблица из Сакаре. Међутим, делови тог извора су изгубљењи. Неферефре је такође поменут у Манетоновој Египтици, историји Египта написаној у 3. веку пре нове ере, током владавине Птолемеја II. Ниједна копија Египтике није сачувана, већ се за њу данас зна кроз списе написане од стране Секст Јулија Африкануса и Јевсевија.

## Пирамида
Неферефре је почео да гради своју пирамиду у краљевској некрополи у Абусиру, где су његов отац и деда саградили своје пирамиде.
Планирано је да квадратна база буде дугачка 180 м, такође да Неферефреова пирамида буде већа од Усеркафове и Сахурине, али мања од пирамиде његовог оца. Због Неферефреове неочекиване смрти завршени су само доњи делови. Стога је Ниусере ужурбано завршио споменик попуњавајући његов централни део глином, да би имао облик хумке. Њеова гробница подсећа на мастабу, али се не налази у позицији север—југ и није правоугаоног облика. Позната је данас као “Недовршена пирамида” и висока је седам метара.

## Погребни храм
Изградња храма у коме је погребни обред за покојног краља требало да се одржи није почела када је Неферефре умро. Његов краткотрајни наследник Шепсескаре је можда због тога изградио малу камену капелу, где је планирано да буде храм, коју је завршио Ниусер. Поред тога, Ниусер је за његовог брата изградио одговарајући погребни храм који се протезао преко целих 65 m дужине пирамидиних страна. Храм је изграђен од дрвета и цигле, и такође обухвата посебно најранију хипостилску салу древног Египта, чији је кров подупрт дрвеним стубовима, који је вероватно инспирисан краљевским палатама тог времена. У овој дворани је била смештена велика дрвена статуа покојног краља, као и статуе ратних заробљеника.

## Неферефреова мумија
Делови мумије нађени су на источној страни гробнице у пирамиди. Остаци су обухватали леву шаку, леву кључну кост која је још увек била прекривена кожом, фрагменте коже највероватније са чела, очни капак, лево стопало и неколико костију.
Ови остаци су били лоцирани у истом археолошком слоју као и поломљени парчићи црвеног гранитног саркофага, као и оно што је остало од опреме за сахрану краља, што је указивало да би заиста могли припадати Неферефреу. Ово је касније потврђено проучавањем технике балсамовања и коначно радиокарбонским датирањем које је потврдило да се ради о периоду владавине Пете династије. Тако је Неферефреова мумија једна од малобројних мумија фараона Старог краљевства, која је идентификована са сигурношћу. Анализа тих остатака је показала да је краљ умро у раним двадесетим годинама и да је био висок око 167 cm.

## Сунчев храм Хотеп-ре
У складу са традициом коју је установио Усеркаф, оснивач Пете династије, Неферефре је планирао или је саградио храм богу сунца Ра. Назван Хотеп-ре што значи “Ра је задовољан”. Овај храм још није лоциран, али је вероватно у близини Неферефреове пирамиде у Абусиру.
За њега се зна једино преко натписа откривених у гробници краљице Ти у Сакари.

## Пирамиида Нефериркаре Какаи
Када је преузео престо, Неферефре је имао задатак да заврши пирамиду свог оца која је, са квадратном базом страница 105 m и висине 72 метра, највећа пирамида изграђена током Пете династије. Иако је изградња била у току када је Нефериркаре умро, пирамиди је недостајала спољна кречњачка облога, а пратећи погребни храм је тек требало да се изгради. Неферефре је тако почео да прекрива површину пирамиде кречњаком и да гради основу за камени храм на истичној страни пирамиде. Његови планови су прекинути његовом смрћу и преузео их је његов брат Ниусере, који није завршио прекривање пирамиде, већ се концентрисао на изградњу погребног храма од цигала и дрвета.